# Охридски чинар
Охридският чинар или Старият чинар (на македонска литературна норма: Охридски чинар, Стар чинар) е най-голямото и сред най-старите дървета в град Охрид, Северна Македония, забележителност и символ на града.
Той е от вида източен чинар (platanus orientalis). Разположен е на чаршийската улица „Свети Климент Охридски“, на площада „Крушевска република“ срещу Джельовата магаза. Обявен е за част от природното наследство на Република Македония и паметник на природата.

## История
Според преданието, чинарът е засаден от Климент Охридски в IX – X век. Според други легенди, чинарът е засаден около XV век. В 2012 година при лоши климатични условия е откъснат голям клон и част от стъблото на чинара, след което е извършена частична защита. По-късно в същата година, в декември месец дървото отново пострадва при лошо време. В септември 2017 година Общинският съвет на Охрид приема проект за обявяването на чинара за природен паметник и за опазването му.